# Nosislavská zátočina
Nosislavská zátočina je přírodní památka v okrese Brno-venkov, severozápadně od obce Nosislav. Důvodem ochrany je zachování posledního přirozeného meandru na dolním toku Svratky (tj. jižně od Brna), kde jsou břehová společenstva s významným výskytištěm živočišných populací. Chráněn je tok a koryto řeky spolu s přilehlými pozemky.

## Lokalita

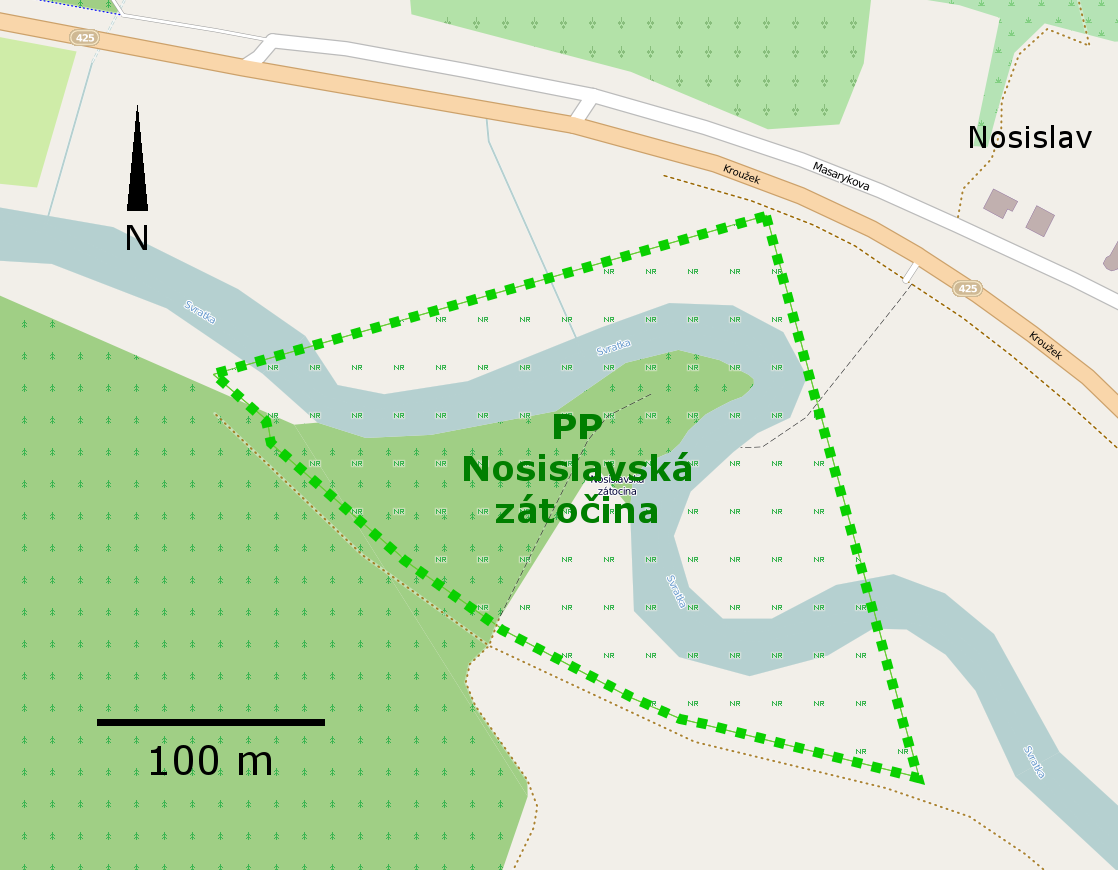
mapa přírodní památky Nosislavská zátočina

Památka se nachází na 25. říčním kilometru řeky Svratky. Nedaleko probíhá silnice II/425 mezi Židlochovicemi a Nosislaví. Územně leží na katastrálním území obce Nosislav, poblíž katastrálních hranic Židlochovic a Nosislavi. Na levém břehu se polní tratě nazývají Nosislavské zahrady a Humínka.

## Historie
Před revolucí v roce 1989 existovaly plány na napřímení toku. V prosinci 1989 podalo Občanské fórum v Nosislavi na návrh svého mluvčího Vladimíra Židka žádost o vyhlášení Chráněného přírodního výtvoru Nosislavská zátočina (dle zákona č. 114/1992 Sb. nahrazen někdejší pojem "chráněný krajinný výtvor" pojmem "přírodní památka"). Jedním z důvodů byly obavy z negativních dopadů regulace, které se projevily při podobné úpravě Svratky u Vranovic. Ohledně této záležitosti se dále angažovali členové Občanského fóra František Suchánek, který jednal se správcem toku řeky Svratky (Povodí Moravy v Brně), a Vladimír Svoboda, který zajistil mapové podklady se soupisem vlastníků.
Přírodní památka Nosislavská zátočina byla jako chráněný přírodní výtvor zřízena obecně závaznou vyhláškou Okresního úřadu v Břeclavi dne 25. září 1991 s účinností dnem 10. října 1991. Ta byla nahrazena Nařízením Jihomoravského kraje ze dne 26. září 2023 s účinností od 1. prosince 2023.

## Přírodní poměry

### Geologie
Podloží údolní nivy v místě přírodní památky je tvořeno neogenními mořskými sedimenty karpatské předhlubně. Říční sedimenty nivy vytváří spodní souvrství převážně pleistocenních štěrkopísků, překrytých holocenními jílovými náplavami s mocností 2 až 4 metry. Nivní půdy kolem řeky tvoří fluvizem typická a glejová.
Řeka Svratka tvoří v místě dvojitý meandr. Dosahuje zde šířky 35 až 45 m a hloubky kolem 4 m. Vnější břehy jsou kolmé, vymleté proudem řeky. Je na nich dobře pozorovatelný odkrytý geologický a pedologický profil. Na vnitřních březích meandrů se tvoří písčité pláže, v korytě pak štěrkové lavice. Provzdušňování vody na štěrkových lavicích a působení bentosu zde značně posiluje schopnost samočištění řeky.

### Flora

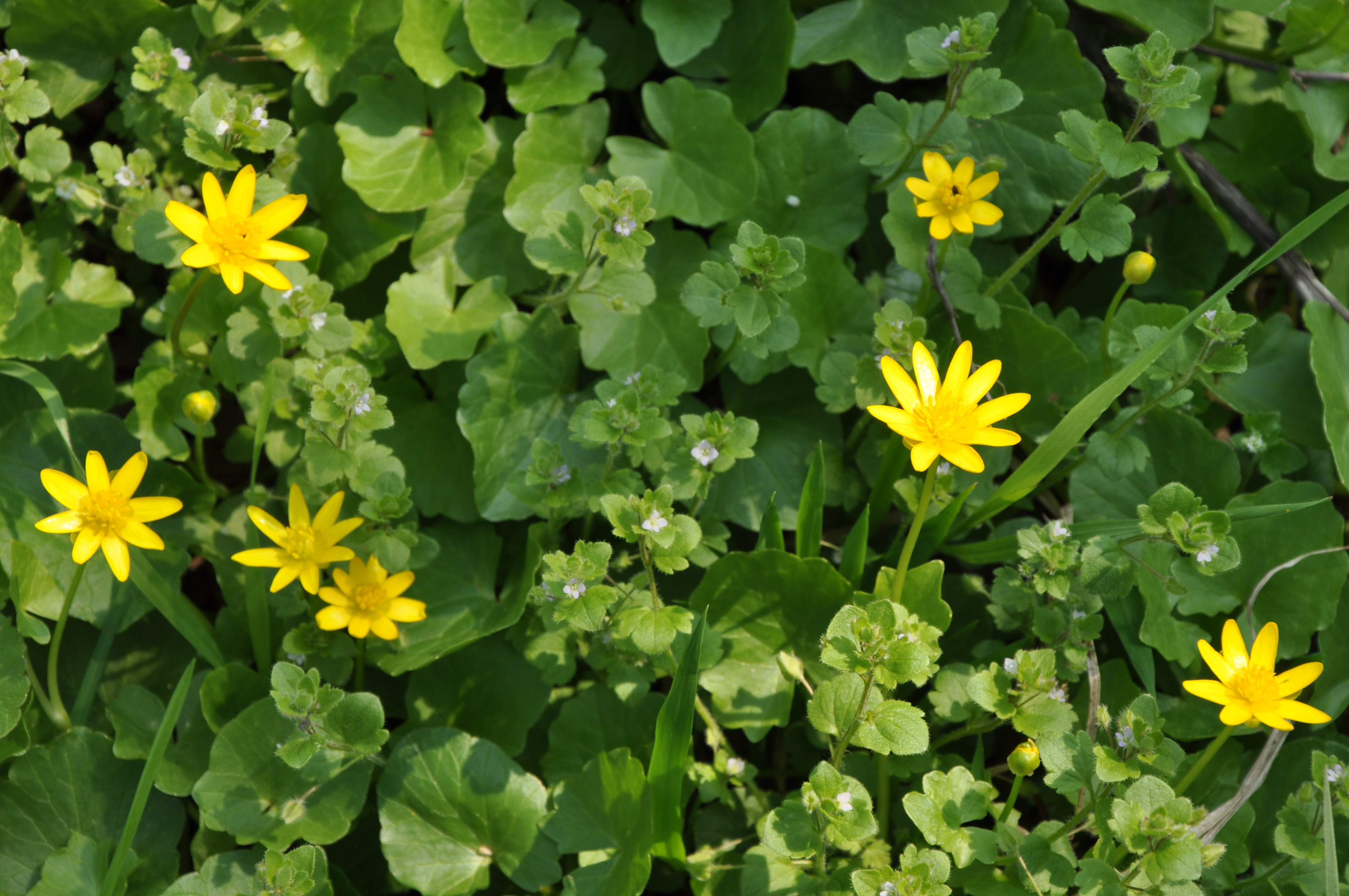
Orsej jarní v PP Nosislavská zátočina

Zástupce stromového patra tvoří olše lepkavá (Alnus glutinosa), topol bílý (Populus alba) a řidčeji i topol černý (Populus nigra), jasan ztepilý (Fraxinus excelsior), dub letní (Quercus robur), jilm vaz (Ulmus laevis), jilm habrolistý (Ulmus minor), vrba bílá (Salix alba) nebo vrba křehká (Salix fragilis). Keřové patro je tvořeno převážně porostem bezu černého (Sambucus nigra). V bylinném podrostu lze nalézt zástupce nitrofilních druhů, jako je kopřiva dvoudomá (Urtica dioica).

### Fauna
V lokalitě přírodní památky byly nalezeny některé významné druhy hmyzu, jako páchník hnědý (Osmoderma eremita), stužkonoska vrbová (Catocala electa) a stužkonoska topolová (Catocala elocata). Kolem břehů řeky se vyskytuje užovka obojková (Natrix natrix). Nosislavská zátočina je též místem výskytu řady ptačích druhů. Břehové a doprovodné porosty jsou hnízdištěm lejska šedého (Muscicapa striata), lejska bělokrkého (Ficedula albicollis), moudivláčka lužního (Remiz pendulinus), slavíka obecného (Luscinia megarhyntos) a žluvy hajní (Oriolus oriolus). Kolmé říční břehy jsou domovem ledňáčka říčního (Alcedo atthis), příležitostně i kolonií břehule říční (Riparia riparia). Oblast meandru je součástí říčního zimoviště vodních ptáků.

## Ochrana
V doprovodných porostech je třeba odstraňovat cizorodé druhy a provádět postupnou přeměnu na přírodě blízkou druhovou skladbu. Koryto řeky musí být ponecháno přirozenému vývoji.
Veřejnosti je přístup povolen pouze pěšky od silnice úzkou cestičkou zřízenou při pozemkových úpravách. Táboření a rozdělávání ohně je zakázáno. Myslivost a rybářství je povoleno bez omezení. Zásahy do porostů musí být předem projednány s orgány ochrany přírody. Přírodní památka je označena v terénu tabulemi se státním znakem.